# Gribbeperlehøne
Gribbeperlehøne (latin: Acryllium vulturinum) er en fugleart, der lever fra Afrikas Horn og sydpå til Tanzania.